# Franz Aschenbrenner
Franz Aschenbrenner (* 30. Juni 1898 in Salzburg, Österreich-Ungarn; † 2. November 1998 ebenda) war ein österreichischer Buchhändler, Heeresbergführer und Salzburger Original.

## Leben
Franz Aschenbrenner wurde am 30. Juni 1898 in der Salzburger rechten Altstadt geboren. Er absolvierte eine Buchhändlerlehre bei der Buchhandlung Eugen Richter am Residenzplatz, heute Buchhandlung Mora. Als junger Buchhandlungsgehilfe verkehrte Aschenbrenner im Haus von Hermann Bahr. Später fand Aschenbrenner eine Anstellung bei der Mayrischen Buchhandlung. 
Während des Ersten Weltkrieges wurde Aschenbrenner im Jahre 1916 eingezogen. In Salzburg war Aschenbrenner zufällig mit dem Skipionier Georg Bilgeri bekannt geworden, der seit 1914 eine alpine Kerntruppe aufstellte und weiterhin den Aufbau einer Bergführertruppe und die alpine Ausrüstung an der italienischen Front organisierte. So absolvierte Aschenbrenner zuerst eine Bergführerausbildung zum Heeresbergführer in der Instruktionsabteilung in St. Christina in Gröden, wo er Freundschaft mit Luis Trenker schloss und kam zu den k.k. Bergführerkompanien. Aschenbrenner diente beim K.k. Landesschützen-Regiment „Trient“ Nr. I, die später den Ehrennamen Kaiserschützen erhielten. Er kämpfte im Gebirgskrieg an der Seite des eng befreundeten Standschützen Angelo Dibona, mit dem er auch das Kriegsende am Ortler erlebte. 
Von 1918 bis 1920 befand sich Aschenbrenner in italienischer Kriegsgefangenschaft zusammen mit Karl Heinrich Waggerl.
Im Jahre 1936 heiratete er Auguste Schranzhofer. 1939 wurde Aschenbrenner Geschäftsleiter der in der Dreifaltigkeitsgasse befindlichen Buchhandlung Alpenwacht, die ehedem als Katholische Vereinsbuchhandlung firmierte und übernahm die Buchhandlung 1943. 
Er verkaufte die Buchhandlung im Jahre 1951 wieder an den Salzburger Preßverein und betätigte sich dann als Antiquariatsbuchhändler. Aschenbrenner war viele Jahre lang Organisator des Salzburger „Edelweiß-Kränzchens“.
Er starb einige Monate nach seinem 100. Geburtstag in seiner Geburtsstadt Salzburg.